# La legge di Milo Murphy
La legge di Milo Murphy (Milo Murphy's Law) è una serie animata statunitense del 2016 prodotta dalla Disney Television Animation. 

## Trama
La serie è ambientata nello stesso universo di Phineas e Ferb, la prima serie animata creata da Dan Povenmire e Jeff "Swampy" Marsh. La serie vede come protagonista il giovane Milo Murphy, discendente del "Murphy Originale" il quale, nonostante per lungo tempo sia stato creduto essere Edward Murphy (primo postulatore della Legge di Murphy), si rivela nell'episodio "The Race" essere un cowboy vissuto nel diciannovesimo secolo, prima della nascita di Edward.

## Episodi
| Stagione         | Episodi | Prima TV USA | Prima TV Italia |
| ---------------- | ------- | ------------ | --------------- |
| Prima stagione   | 7       | 2016         | 2017            |
| Seconda stagione | 33      | 2018-2019    | 2018-2019       |

## Personaggi e interpreti

### Personaggi principali
- Milo Murphy: È un ragazzo come tanti, tranne per il fatto che è perennemente perseguitato dalla sfortuna. Nonostante ciò, non si dispera e riesce sempre a restare ottimista anche nelle situazioni più pericolose. È sempre accompagnato dal suo zaino, che contiene svariati strumenti di "sopravvivenza", utili per  contrastare gli effetti dei quotidiani inconvenienti causati dalla sua sfortuna cronica. I suoi migliori amici sono Melissa e Zack, che lo accompagnano nelle sue disastrose avventure. È il discendente di Edward A. Murphy Jr., e nell'episodio Pizza e segreti si viene a sapere che la sua ultima babysitter Veronica è l'unica che sia riuscita a gestire i disastri della Legge di Murphy., dando così al ragazzo un impulso positivo per  affrontarli senza scoraggiarsi. In originale è doppiato da "Weird Al" Yankovic e in italiano da Emiliano Coltorti per la parte parlata e da Lorenzo Crisci per quella cantata.
- Melissa Chase: È la migliore amica di Milo e Zack. Proprio come Zack, anche lei accompagna Milo nelle sue avventure in giro per Danville. Nell'episodio Struttolandia si scopre che ha paura delle montagne russe. In originale è doppiata in originale da Sabrina Carpenter e in italiano da Veronica Benassi.
- Zack Underwood: È il migliore amico di Milo e Melissa. È il nuovo arrivato a Danville ed è nella squadra di football. Nei rispettivi episodi Struttolandia e Pizza e segreti si scopre che ha una paura per i pesci e che ha una band dal nome Gli SpaccaZack. In originale è doppiato da Mekai Curtis e in italiano da Manuel Meli.

### Personaggi secondari
- Vinnie Dakota e Balthazar Cavendish: Sono dei viaggiatori del tempo che provengono dal futuro,  in realtà sono due agenti sotto copertura e il loro incarico principale è di assicurarsi che i pistacchi non si estinguano. Vengono considerati delle inutilità dai loro compagni e gli hanno dato questo incarico solo perché il loro capo adora i pistacchi. Si possono distinguere dai loro abiti: Vinnie indossa un abito stile Disco degli anni 1970, Balthazar, invece, un abito formale degli anni 1870. Nell'episodio “Via di uscita innevata”, vengono licenziati, ma un bisavolo del signor Block li assume per pulire i rifiuti prodotti dagli alieni. In originale sono doppiati rispettivamente da Dan Povenmire e Jeff "Swampy" Marsh, ossia gli stessi creatori della serie, e in italiano da Francesco De Francesco e Ambrogio Colombo.
- Diogee: È il cane della famiglia Murphy. Segue Milo ovunque lui vada però torna sempre a casa ogni volta che Milo glielo ordina. Il suo nome si va a pronunciare con lo spelling di D.O.G (Cane in inglese). In originale, così per la versione italiana, è doppiato da Dee Bradley Baker.
- Martin Murphy: È il padre di Milo che, proprio come quest'ultimo, anche lui è estremamente sfortunato. In originale è doppiato da Diedrich Bader e in italiano da Oreste Baldini.
- Brigitte Murphy: È la madre di Milo ed è un architetto.Lei e suo marito amano il pattinaggio artistico su rotelle con musica disco degli anni ‘70. In originale è doppiata da Pamela Adlon e in italiano da Alessandra Korompay.
- Sara Murphy: È la sorella maggiore di Milo. È una fan di Doctor Zone, serie che condivide con il fratello. In originale è doppiata da Kate Micucci e in italiano da Eleonora Reti.
- Dottor Doofenshmirtz: È il malvagio scienziato di Phineas e Ferb; Milo lo incontra quando cerca il Professor Tempo. Dal crossover tra le due serie in poi, vive con la famiglia di Milo, che lo ospita in seguito all'incidente che ha distrutto il suo palazzo. Doppiato in italiano da Luca Dal Fabbro.
- Perry l'ornitorinco: Anche lui è un personaggio preso in prestito da Phineas e Ferb, è la nemesi/migliore amico di Doofenshmirtz, agente segreto della OSBA.
- Signor Block: È il capo di Vinnie Dakota e Balthazar Cavendish. In originale è doppiato da Mark Hamill e in italiano da Roberto Draghetti.
- Savannah: È un'attraente viaggiatrice del tempo di cui Vinnie è follemente innamorato, non ricambiato. In originale è doppiata da Ming-Na Wen e in italiano da Gaia Bolognesi.
- Brick: È un altro dei viaggiatori del tempo. In originale è doppiato da Brett Dalton e in italiano da Emanuele Ruzza.
- Amanda Lopez: È l'amica di scuola di Milo ed è una perfezionista. Nell'episodio Operazione dis-ordine si scopre che Milo è cotto di lei. In originale è doppiata da Chrissie Fit in italiano da Veronica Puccio.
- Bradley Nicholson: È l'arrogante, superstizioso e pessimista compagno di scuola di Milo ed è geloso delle attenzioni che riceve Milo da tutti. Nell'episodio La gara delle uova si scopre che ha una cotta per Melissa. Dalla fine dell’episodio “L’effetto Phineas e Ferb “, a seguito di un inconveniente, al posto del braccio destro ha un ramo di pistacchio. In originale è doppiato da Vincent Martella e in italiano da Stefano De Filippis.
- Mort Schaeffer: È un altro degli amici di scuola di Milo. In originale è doppiato da Greg Cipes e in italiano da Gabriele Castagna.
- Chad: È il compagno di classe di Milo ed è convinto che il signor Drako sia un vampiro. In originale è doppiato da Django Marsh e in italiano da Giampiero Luciani
- Kyle Drako: È l'insegnante di liceo. Viene considerato da Chad un vampiro. In originale è doppiato da Michael Culross e in italiano da Sergio Lucchetti.
- Elliot Decker: È la guardia di sicurezza della scuola. Il suo compito è quello di proteggere la città dai disastri che causa Milo. Possiede un segnale ottagonale con due facce: nella prima c’è scritto “Stop”, nella seconda “Milo”.In originale è doppiato da Christian Slater e in italiano da Alessandro Quarta.
- Elizabeth Milder: È la preside della scuola media Jefferson County. In originale è doppiata da Mackenzie Phillips e in italiano da Carolina Zaccarini.
- Nolan Mitchell: È il coach di football della scuola media Jefferson County. In originale è doppiato da Kevin Michael Richardson e in italiano da Massimo Bitossi.
- Mrs. Murawki: È l'insegnante di scienze della scuola media Jefferson County. Ha un'ossessione per la sua scrivania. È leggermente innamorata di Scott. In originale è doppiata da Sarah Chalke e in italiano da Paola Majano.
- Ms. White: È un'altra insegnante di liceo. In originale è doppiata da Laraine Newman.
- Eileen Underwood: È la madre di Zack ed è un chirurgo. In originale è doppiata da Vanessa A. Williams e in italiano da Cinzia De Carolis.
- Marcus Underwood: È il padre di Zack. All'inizio non credeva alla Legge di Murphy, ma quando ha conosciuto Milo si è ricreduto. In originale è doppiato da Phil LaMarr e in italiano da Stefano Mondini.
- Orton Mahlson: È l'attore che interpreta Doctor Zone nell'omonima serie televisiva che guardano Milo e Sara. È chiaramente basato sul personaggio di Doctor Who. In originale è doppiato da Jemaine Clement e in italiano da Christian Iansante.
- Time Ape: È l'assistente di Doctor Zone. In originale è doppiato da Sophie Winkleman e in italiano da Mattea Serpelloni.
- Kris: È una fan di Doctor Zone. In originale è doppiata da Alyson Stoner e in italiano da Alessandra Bellini.
- Wally: È un fan di Doctor Zone. In originale è doppiato da Mitchel Musso e in italiano da Simone Lupinacci.
- Scott: È un membro dei Sotterranei che, alla fine dell'episodio I Sotterranei, rimane sotto terra mentre i suoi compagni tornano in superficie. In originale è doppiato da Scott Peterson e in italiano da Marco Baroni. Ha una 'fidanzata' che lui chiama Mildred, che in realtà è soltanto un cartone del latte con una faccina disegnata sopra.
- Lydia: è una delle compagne di scuola di Milo; è molto amica di Amanda e ama molto recitare. In originale è doppiata anche lei da Alyson Stoner.

## Produzione
La serie è stata creata da Dan Povenmire e Jeff "Swampy" Marsh, gli stessi che hanno sviluppato Phineas e Ferb.

## Colonna sonora
La sigla iniziale è chiamata It's My World (And We're All Living in It) ed è cantata da "Weird Al" Yankovic. In Italia la sigla viene rinominata Benvenuti è questo il mio mondo! ed è cantata da Lorenzo Crisci.
Come accaduto con il suo predecessore (Phineas e Ferb), anche nella maggior parte degli episodi di La legge di Milo Murphy vi sono canzoni scritte appositamente per la serie (tra cui alcune con la medesima melodia di certi brani di Phineas e Ferb).

## Distribuzione
La serie è stata trasmessa sul canale statunitense Disney XD il 3 ottobre 2016. Il 28 febbraio 2017 la serie è stata confermata per una seconda stagione, prevista per il 2019 negli Stati Uniti. In Italia è stata trasmessa dal 12 giugno su Disney Channel e dal 10 luglio 2017 su Disney XD. La seconda stagione, invece, è in onda dal 10 settembre 2018 su Disney XD.

## Crossover
Il 21 luglio 2017, i creatori hanno confermato al San Diego Comic-Con International un crossover speciale con la serie Phineas e Ferb, trasmesso a gennaio 2019. Il 10 agosto 2018, il crossover è trapelato in internet ed è stato trasmesso in Italia, Germania, Spagna e Polonia il 10 settembre 2018. I restanti episodi sono andati in onda dall'11 settembre sia in Italia che in Germania.

## Sequel
Nel 2023 i personaggi fanno ritorno dopo tanto nell'ultimo episodio della serie del TIDU The Five Caballeros.